# Cassini Regio
La Cassini Regio, nella nomenclatura ufficiale delle formazioni geologiche extraterrestri predisposta dall'Unione Astronomica Internazionale, è una vasta regione del satellite di Saturno Giapeto caratterizzata dalla riflettività molto minore rispetto a quella del resto della superficie.
La natura del materiale che ha alterato l'albedo di questa regione è ancora sconosciuta, ma si ritiene che si tratti di una spessa coltre, forse depositatasi in conseguenza di processi di natura criovulcanica. Si spera che la sonda Cassini, attualmente in orbita attorno a Saturno, possa contribuire a far luce su questo problema.
Risale al 2004 l'individuazione di una catena montuosa di lunghezza imponente che attraversa il centro di Cassini Regio, seguendo quasi perfettamente l'equatore di Giapeto. L'origine di questa struttura geologica assolutamente inusuale è tuttora ignota.
La regione prende il nome dall'astronomo Giovanni Domenico Cassini.